# Башкирские восстания (1735—1740)
Башкирские восстания 1735—1740 годов — крупнейшее в серии башкирских восстаний XVII—XVIII веков. Причиной восстания стала деятельность Оренбургской экспедиции, ущемляющая интересы башкир.

## Причины восстания
Основная причина коренилась в опасениях башкир потерять вследствие российской экспансии вотчинные права на земли, полученные по условиям присоединения к Российскому государству. Кроме того, башкиры выступали за сохранение системы внутреннего самоуправления на территории Исторического Башкортостана и выражали недовольство ростом налогов, злоупотреблениями чиновников при их сборе, стремились защитить свои культурно-религиозные и бытовые традиции.

« В это время их восстания получают уже иную основу; мусульманская пропаганда теряет своё значение, надежды на восстановление магометанского царства почти исчезли, но башкиры, уже раньше жаловавшиеся на единичные захваты их земель, начинают опасаться за само существование своих земельных владений. И в самом деле колонизация сплошной стеной надвигалась на Башкирию»— Башкиры // Энциклопедический словарь Брокгауза и Ефрона : в 86 т. (82 т. и 4 доп.). — СПб., 1890—1907.
Характер, цели, идеи, движущие силы восстания получили в историографии различную интерпретацию. Одни историки видят в нём проявление социальных и классовых противоречий, подчёркивая ведущую роль социальных низов башкирского этноса, считают, что оно «явилось вооружённым протестом трудовых масс против феодального и национального гнёта» (И. Г. Акманов, А. Н. Усманов). Другие исходят из представлений о специфическом характере взаимоотношений России и Башкирии как этнополитических систем различного уровня цивилизации и определяют характер российского присутствия в Башкортостане как экспансионистский, а после присоединения к России толкуют как форму покорения, доказывая наличие во всех повстанческих движениях башкир средневековой идеологии свободного вассалитета. В Башкирских восстаниях признаётся лидерство социальных верхов, идея отказа от русского подданства, его общенародный характер с признаками преднационального движения и тенденцией создания своей государственности (А. С. Доннелли, Р. Г. Кузеев, Р. Порталь, Н. В. Устюгов).

## Место и этапы восстания
Восстание распространилось на всю территорию Башкирии в пределах её административного устройства — Ногайской, Казанской, Сибирской, Осинской дорог, охватив площадь от реки Белой на западе до реки Тобол на востоке и реки Яик на юге. Северная граница восстания доходила до городов Оса и Кунгур.
В истории восстания выделяют 3 этапа:
- 1-й — 1735—1736 гг. (т. н. «Акаевщина»)
- 2-й — 1737—1738 гг. (т. н. «Восстание Бепени»)
- 3-й — 1739—1740 гг. (т. н. «Восстание Карасакала»)

## Ход боевых действий

### 1-й этап
О подготовке Оренбургской экспедиции башкиры узнали в 1734 году из письма из Петербурга от башкирского старшины и муллы Токчуры Алмякова, адресованного Кильмяку Нурушеву — видному бию Ногайской дороги. В конце 1734 и весной 1735 годов представители всех 4 дорог съехались на курултай в Азиеву мечеть (ныне территория Кировского района города Уфы). Из опасения лишиться своих земель и свободы, они, по свидетельству П. И. Рычкова, приняли решение: 
«…всеми силами противиться и город Оренбург (ныне город Орск) строить не давать, толкуя, что из-за того им никакой воли не будет».
 В конце мая — начале июня 1735 года башкиры, собравшиеся под Уфой под руководством Кильмяка Нурушева и Акая Кусюмова, направили к И. К. Кирилову двух представителей с требованием отмены решения о строительстве Оренбурга. Посланцы были подвергнуты допросу и пыткам, один из них скончался. Сигналом к восстанию послужило продвижение экспедиции Кирилова 15 июня 1735 года из Уфы к реке Орь. Первые столкновения произошли 1-6 июля: 3 тысячный отряд К. Нурушева напал на роты Вологодского полка, шедшие вслед за экспедицией в целях её охраны.
Летом 1735 года массовое движение башкир охватило всю европейскую часть Башкирии. Нападению подверглись русские деревни под Уфой, Табынская крепость, в осаде оказались Мензелинск и другие населённые пункты. В августе был разгромлен продовольственный обоз, шедший из Теченской слободы в Оренбург. Основные силы повстанцев сосредоточились в излучине реки Белой и вдоль реки Дёмы. В столице о начавшемся восстании узнали в конце июля. Для борьбы с ним была создана Комиссия башкирских дел. Во главе её и в качестве главного командира вооруженными силами в Башкирию 13 августа 1735 года был назначен генерал-лейтенант А. И. Румянцев. В его распоряжение поступили 3 регулярных полка, 500 яицких казаков, 3000 калмыков. Против повстанцев был проведён ряд карательных экспедиций. Общая численность карательных отрядов превышала 20 тысяч человек. Наиболее крупной и жестокой явилась расправа А. И. Тевкелева с башкирами деревни Сеянтус Балыкчинской волости.
Правительственные указы от 11 февраля 1736 и от 16 февраля 1736 года были нацелены на установление контроля над системой внутреннего самоуправления в Башкирии. Особую неприязнь у башкир вызвали положения указов, направленные на ликвидацию неприкосновенности их вотчинного земельного фонда. Один из очагов восстания сформировался на территории будущей Исетской провинции, примыкавшей к Сибирской дороге Башкирии. Весной 1736 года нападению башкир подверглись Утятская, Крутихинская слободы, Окуневский острог, Полевской завод. Борьба с повстанцами в этом районе осуществлялась военной командой во главе с В. Н. Татищевым.
В Ногайской дороге, вдоль реки Дёмы, с конца марта 1736 года находился со своими силами И. К. Кирилов, который сжег здесь 200 деревень и главную мечеть в Башкирии — Азиеву мечеть. В марте им была заложена Чебаркульская крепость, гарнизон которой должен был контролировать ближайшую территорию. Военной команде удалось ослабить натиск повстанцев, Челябинская крепость закладывалась в ситуации спада 1-й волны восстания.

### 2-й этап
Причинами нового подъёма восстания являлось жестокое подавление движения в 1735—1736 годах, тяжелые условия принесения повинных. Первыми весной 1737 года выступили башкиры Сибирской и Осинской дороги. В апреле-мае повстанцы нападали на Чебаркульскую, Челябинскую, Красноуфимскую крепость.
Зимой—весной 1738 года на территории Сибирской, Осинской и Ногайской дорог восстание вспыхнуло вновь. В апреле—мае башкирские отряды атаковали Чебаркульскую, Челябинскую, Красноуфимскую крепости, Ревдинский завод, в июне вели бои с правительственными командами полковника И. С. Арсеньева и майора Люткина. Карателями под руководством начальника Комиссии башкирских дел Л. Я. Соймонова летом—осенью 1738 года было разорено и сожжено свыше 30 деревень, убито около 900 человек.
Наибольшей крупной операцией восставших было нападение отряда под руководством батыра Кусяпа Султангулова на военный лагерь генерала Л. Я. Соймонова. Мероприятия разработанные летом Татищевым и Соймоновым по окружению Башкирии войсками, привели к прекращению активных действий повстанцев и вызвали начало переговоров. В сентябре 1738 года видные предводители башкир Бепеня Торопбердин и Аллазиангул Кутлугузин пришли с повинной.
Начальник Оренбургской экспедиции В. Н. Татищев считал, что башкиры вряд ли сумеют снова поднять восстание. Он докладывал в правительство обстановку в крае:

«..Две опаснейшие — Казанская и Ногайская — дороги так разорены, что едва половина осталось, а протчия — Осинская и Сибирская дороги — хотя не столько пропало, однако у всех лошади и скот пропали, деревни пожжены, и не имея пропитания, многие с голоду померли..»— История Башкортостана. Ч 1. Под ред. И. Г. Акманова. Уфа: Китап, 1996.- С.106

### 3-й этап
Поводом для возобновления восстания явилось решение властей о переписи населения Башкирии, начавшейся в январе 1739 года. Перепись воспринималась как средство обложения новыми налогами, в частности подушным. Саботаж этого мероприятия башкирами, требования выдачи паспортов их представителям для поездки в Петербург с челобитной заставили приостановить перепись. На 3-м этапе возродилась идея прежних башкирских восстаний — отказ от русского подданства. Одна группа башкир во главе с Юлдаш-муллой в поисках нового покровителя обратилась за поддержкой к джунгарам. Другие башкиры ориентировались на союз с казахами, но Младший и Средние жузы отказали повстанцам в помощи и покровительстве. В декабре 1739 перепись населения возобновилась. Башкиры по-прежнему игнорировали её, но население созданных в крае крепостей было учтено. На рубеже 1739—1740 годов появилась Переписная книга Челябинской крепости. В январе 1740 года во главе восстания стал новый предводитель — Карасакал, провозглашенный ханом Башкирии под именем Султангирей. Восстание вновь приобрело форму вооружённых столкновений. Видными предводителями повстанцев из окружения Карасакала являлись Аллазиангул Кутлугузин, Мандар Карабаев. Восстание охватило всю территорию Сибирской дороги. С середины марта под ударами Арсеньева, Павлуцкого, князя Путятина и С. Ф. Кублицкого восставшие отступили в горы. Карасакал перебрался на территорию Ногайской дороги. На последнем этапе обострилась борьба повстанцев и «верных башкир», сражавшихся на стороне российских войск. В мае — июне 1740 года отряд Карасакала потерпел ряд поражений. 3 июня команда Павлуцкого настигла повстанцев в районе реки Тобол, где повстанцы потерпели поражение. Остатки отряда с раненым Карасакалом ушли в казахские степи, за реку Яик. Операция по уничтожению повстанцев, укрывшихся в горах и лесах, продолжалась до конца сентября 1740 года.

## Итоги восстания
Башкирские восстания в 1735—1740 годов является крупнейшим выступлением башкир за всё время после присоединения Башкирии к Русскому государству.
Современник тех событий П. И. Рычков приводит такие данные по наказанию восставших:
| \| Годы \| По Оренбургской комиссии \| По Оренбургской комиссии \| По Оренбургской комиссии \| По Оренбургской комиссии \| По Башкирской комиссии \| По Башкирской комиссии \| По Башкирской комиссии \| По Башкирской комиссии \| Итого в обеих командах \| \| \| Побито \| Сослано \| Роздано \| Итого \| Побито \| Сослано \| Роздано \| Итого \| \| \| 1735 \| 500 \| — \| 20 \| 520 \| — \| — \| — \| — \| — \| \| 1736—1737 \| 4500 \| — \| 200 \| 4700 \| 692 \| 1692 \| 1457 \| — \| — \| \| 1738—1740 \| 2134 \| 135 \| 1862 \| 4131 \| 8746 \| 1449 \| 4843 \| — \| — \| \| Всего \| 7134 \| 135 \| 2082 \| 9351 \| 9438 \| 3101 \| 6300 \| — \| — \| |                          |                          |                          |                          |                        |                        |                        |                        |                        |
| Годы | По Оренбургской комиссии | По Оренбургской комиссии | По Оренбургской комиссии | По Оренбургской комиссии | По Башкирской комиссии | По Башкирской комиссии | По Башкирской комиссии | По Башкирской комиссии | Итого в обеих командах |
| | Побито                   | Сослано                  | Роздано                  | Итого                    | Побито                 | Сослано                | Роздано                | Итого                  |                        |
| 1735 | 500                      | —                        | 20                       | 520                      | —                      | —                      | —                      | —                      | —                      |
| 1736—1737 | 4500                     | —                        | 200                      | 4700                     | 692                    | 1692                   | 1457                   | —                      | —                      |
| 1738—1740 | 2134                     | 135                      | 1862                     | 4131                     | 8746                   | 1449                   | 4843                   | —                      | —                      |
| Всего | 7134                     | 135                      | 2082                     | 9351                     | 9438                   | 3101                   | 6300                   | —                      | —                      |

Также он так описывает экзекуции, к которым В. А. Урусов приступил осенью 1740 года в Оренбурге и Сакмарске: 
«…Одиннадцать человек, и в том числе помянутого Карасакала семь есаулов за ребра, восемьдесят пять человек за шею повешены, двадцать одному человеку отсечены головы и воткнуты на колья, в том числе и самого главнейшего возмутителя башкирского Аландзи Айгула, который частопомянутого Карасакала вымыслил, голова отсечена у мертвого, ибо он, как везли его под караулом в Оренбург, сам себя умертвил тем, что не пил, не ел более десяти дней, а прочим оставшим злодеям экзекуция была 17 сентября, по прибытии его, генерал-лейтенанта в Сакмарск, где ста двадцати человекам отсечены головы, пятьдесят человек повешено да триста один человек наказаны отрезанием носов и ушей…»
Учитывая, что командой генерал-лейтенанта князя Урусова наказаны урезанием носов и ушей 301 человек, Рычков всё приводит к общей сумме — 28491 человек. Несмотря на то что его данные по жертвам неполные, но всё же они дают некоторое представление о жестоком характере подавления восстания.

Российский историк Б. Э. Нольде в своей книге представил следующую статистику итогов восстания: 
«16634 казненных, 3236 высланных; 12283 лошади, конфискованных в качестве штрафа, 6076 убитых лошадей, 696 разрушенных деревень…»
По подсчётам американского историка А. С. Доннелли, погибло или было сослано более 30 000 башкир из приблизительно 100 000, проживавших на этих землях. В ходе данного восстания многие наследные земли башкир были отняты и переданы служилым мещерякам.
По Г. К. Валееву, кроме самих повстанцев, было роздано жен и детей обоего пола для поселения внутрь России 8380 человек. Не поддается подсчётам и покинувших навсегда свою родину башкир, бежавших от карателей к казахам и калмыкам. Из них большая часть попала в плен и стали рабами местных феодалов. Многие из захваченных в плен участников, а также их дети и жены также были крещены и отданы русским «охочим людям», непокорных — казнили. Например, в апреле 1738 года в Екатеринбурге был сожжен Тойгильдя Жуляков — один из новокрещен, «за то, что, крестясь, принял таки магометанский закон», в апреле 1739 года была сожжена крещенная башкирка Кисябика Байрясова — три раза пытавшаяся бежать на родину к единоверцам. Многих башкир крестили в православие.
Всего в ходе восстания 1735—1740 гг. были убиты, казнены или сосланы на каторгу свыше 40 тыс. (по данным В. Н. Татищева, около 60 тыс.) башкир.
Царское правительство провело ряд административных реформ, поставивших под контроль русской администрации внутреннюю жизнь башкирских общин.